# 菊芋
菊芋也称洋薑、鬼子薑、薑不辣、塊莖向日葵，是一种菊科向日葵属宿根性草本植物。原产北美洲中部，十七世纪传入欧洲，后传入中国。

## 特徵
秋季开花，长有黄色的小盘花，但结籽率低；长江以南可形成种子。洋姜外型一般近似单指生姜，有些品种也偏圆形，看起来像小芋头。

## 食用
其地下块茎富含淀粉、菊糖，可以食用，也可盐渍，或作制取淀粉和酒精原料。地上茎也可加工作饲料。洋姜的薄皮并没有什么特殊味道，也不影响口感，所以在烹饪它时也不一定要去皮。在做菜时，最好把已经去皮或切好的洋姜放在一碗冷水里，滴上几滴柠檬汁或醋，这样可以让它不容易变色。洋姜可以生吃。生洋姜口感新鲜清脆，可以切成片，和口感类似的其他蔬菜水果一起做成沙拉。也可以用做土豆的方法来烹饪洋姜。菊芋被联合国粮农组织列为“21世纪人畜共用作物”。

## 種植
生产上一般用块茎繁殖。洋姜为多年生植物，也不太容易受虫害，不用太费心就能重复收获。春季三四月就可以开始种植，等待几个月的成长，收获的季节通常从十一月开始，直到次年三月。在市场上买到洋姜时，它的皮上通常都还带着土。表层的泥土其实能起到保护作用，让洋姜保存的时间更长。因为洋姜的皮很薄，最好不要在用前就着急洗掉泥土，或是去皮和切开。洋姜在阴凉处放置可以保存大概10天左右，但如果已经清洗处理过了的话，即使在冰箱冷藏室也只能保存两三天时间。

## 圖片

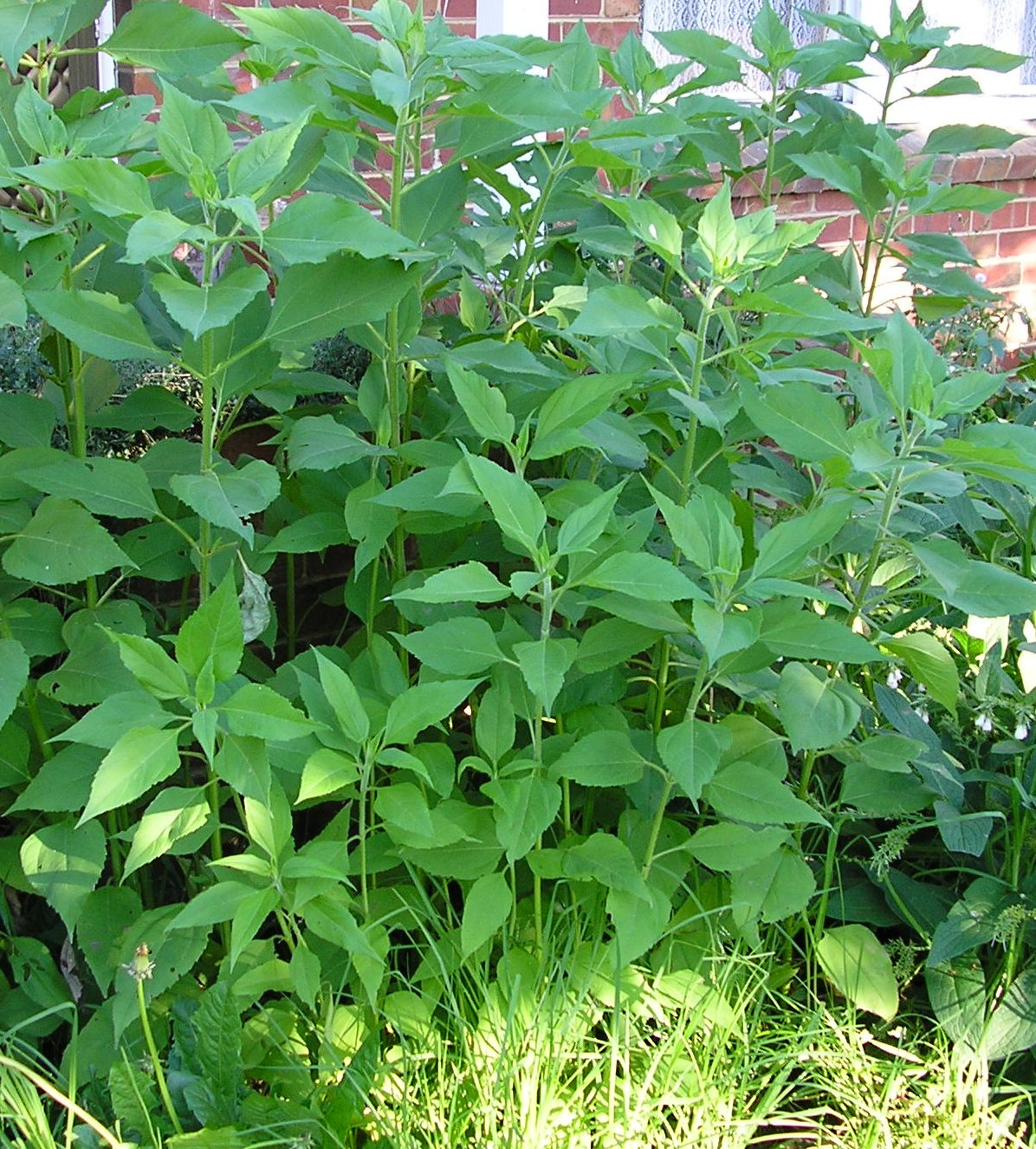
未开花
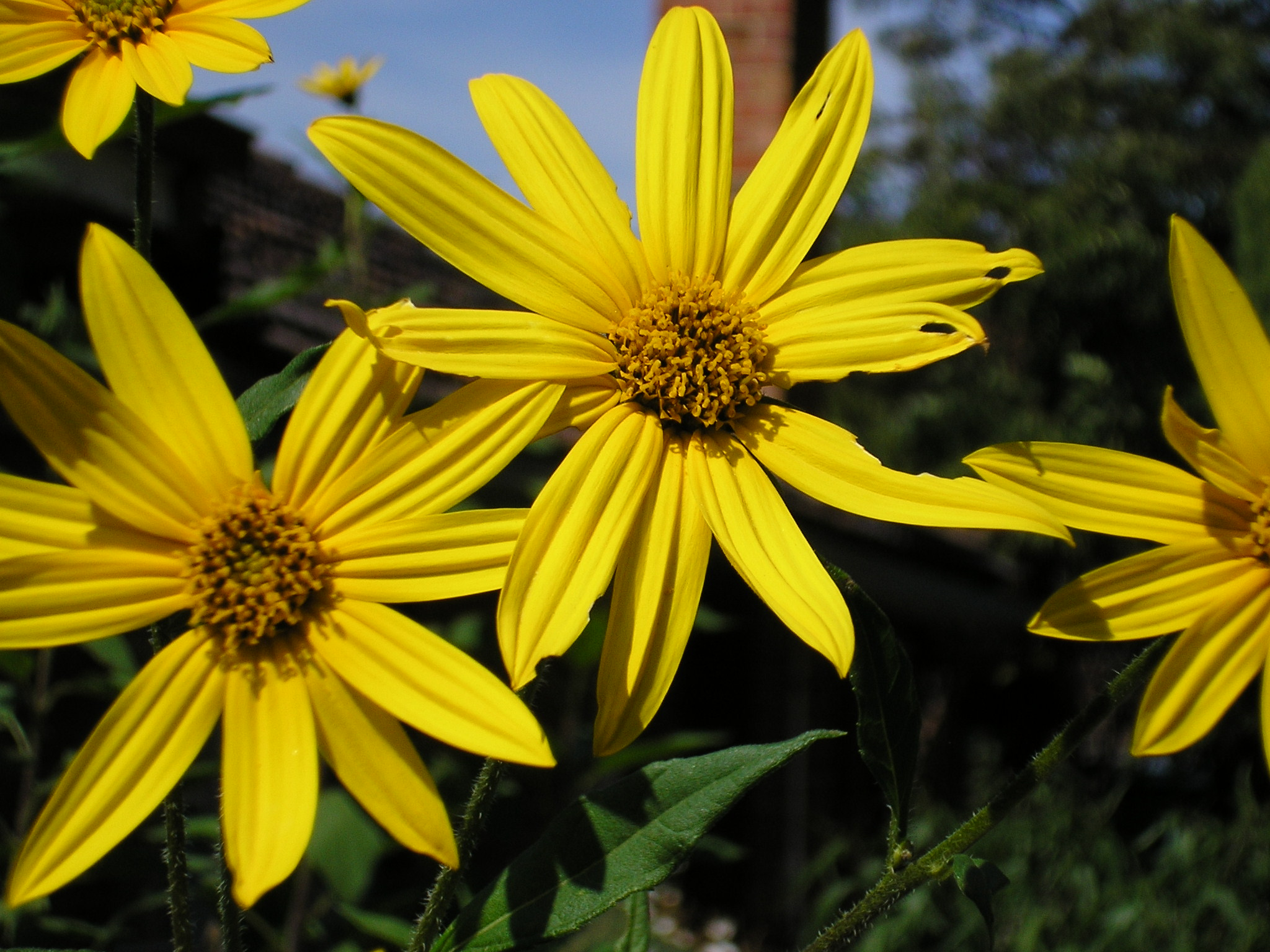
花

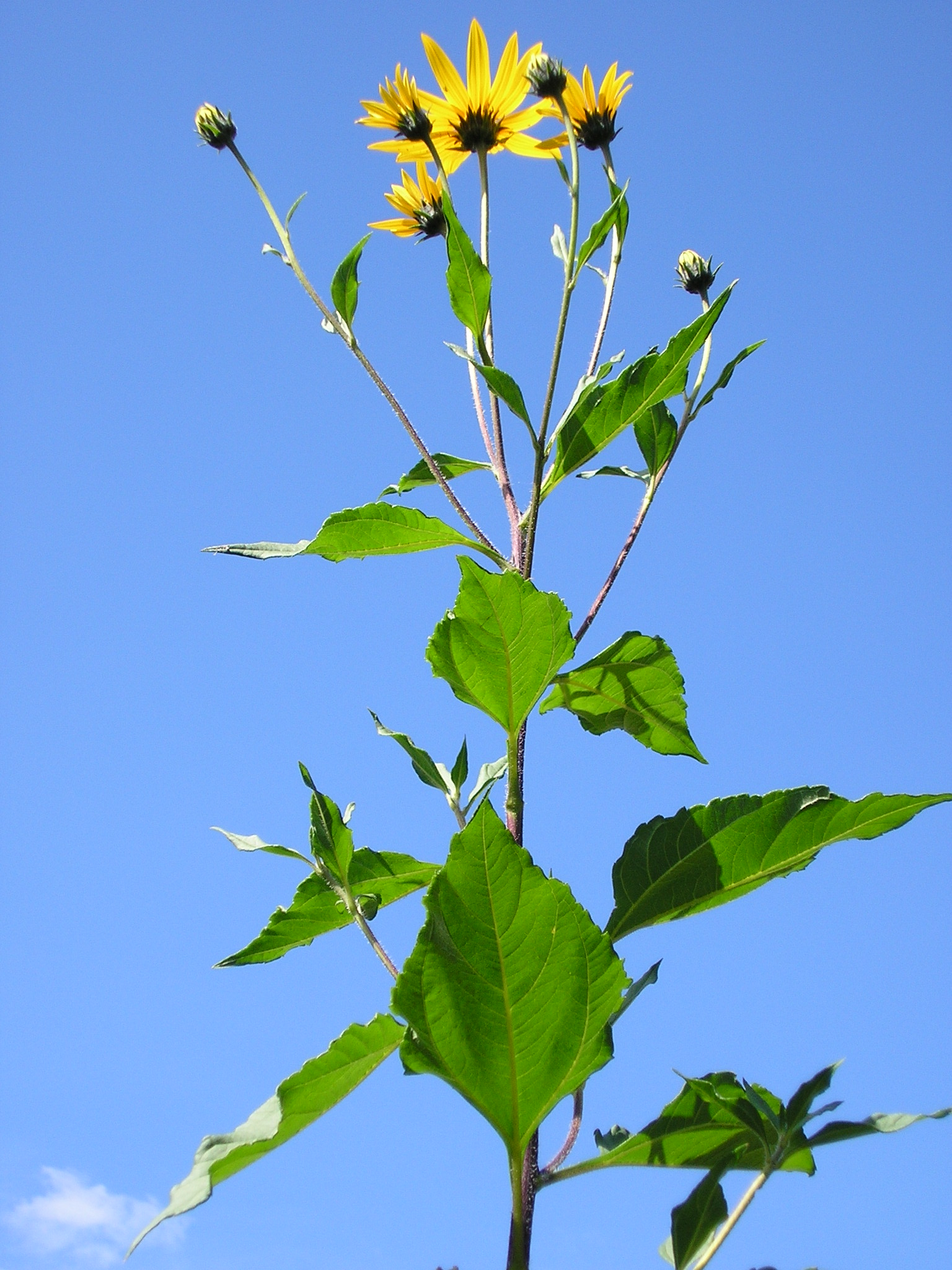
花和叶子
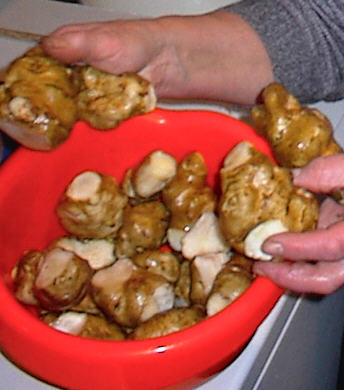
洗块茎